# Beachhandball-Juniorenasienmeisterschaften 2016
Die Beachhandball-Juniorenasienmeisterschaften 2016 waren die erste Austragung der kontinentalen Nachwuchs-Meisterschaft Asiens im Beachhandball.
Es gab je ein Turnier für Mädchen und Jungen der Altersklasse U 16 parallel am selben Ort, welches vom 10. bis 16. August beziehungsweise vom 13. bis 16. August bei den Mädchen in Pattaya, Thailand, durchgeführt wurde. Die Veranstaltung wurde im Auftrag der Asian Handball Federation von der Handball Association of Thailand organisiert. Beide Turniere wurden als Liga ohne Play-offs ausgetragen.
Das Turnier diente einerseits zum Ermitteln eines kontinentalen Meisters, zum anderen aber auch zur Ermittlung der asiatischen Teilnehmer an den erstmals ausgetragenen Junioren-Weltmeisterschaften, die 2017 auf Mauritius sowie den ebenfalls erstmals ausgetragenen Beachhandball-Wettbewerben bei den Olympischen Jugendspielen 2018 in Buenos Aires. Für die WM qualifizierten sie die drei Medaillengewinner, die Olympischen Jugendspiele die Sieger direkt. Aufgrund der speziellen Zulassungsbestimmungen zu den Jugendspielen nahmen am Ende aber zum Teil andere Mannschaften als die qualifizierten teil. Mit Taiwan und Thailand schickten nur zwei Verbände Mannschaften in beiden Turnieren.
Die folgenden Titelkämpfe hätten im Vorfeld der Junioren-Weltmeisterschaften 2021, also 2020, stattfinden sollen, wurden aber wie der gesamte internationale Spielbetrieb aufgrund der COVID-19-Pandemie nicht wie geplant ausgetragen. Somit folgte die nächste Auflage erst sechs Jahre später 2022 und zudem nach Geschlechtern getrennt, aber in Verbindung mit den jeweiligen A-Meisterschaften in Teheran für die Jungen und in Bangkok für die Mädchen.
| Juniorinnen Details | Pattaya, Thailand | U 18 | China    | keine Playoffs | Thailand | Taiwan   | keine Playoffs | Hongkong |
| Junioren Details    | Pattaya, Thailand | U 18 | Thailand | keine Playoffs | Taiwan   | Pakistan | keine Playoffs | Katar    |

## Platzierungen
| Nation         | Mädchen | Jungen |
| -------------- | ------- | ------ |
| China          | 01      | 0–     |
| Hongkong       | 04      | 0–     |
| Iran           | 0–      | 04     |
| Katar          | 0–      | 05     |
| Pakistan       | 0–      | 03     |
| Taiwan         | 03      | 02     |
| Thailand       | 02      | 01     |
| Teilnehmerzahl | 5       | 6      |

| Legende | Legende | Legende | Legende              |
| ------- | ------- | ------- | -------------------- |
| 1       | 2       | 3       | Podest-Platzierungen |